# Ženski vaterpolski klub Primorje
ŽVK Primorje je ženski vaterpolski klub iz Rijeke. Nadimak kluba je Rožice. Klupsko sjedište osnovano je 2005. godine.

## Povijest
Klub je osnovan 2005. Nakon dvije godine postojanja, osvajaju svoje prve državne naslove.

## Plasmani po sezonama (popis nepotpun)
2006.: doprvakinje

2007.: prvakinje

## Klupski uspjesi
- prvenstva Hrvatske: 2007.
- hrvatski kup: 2006., 2010.

Postava osvajačica dvostruke krune iz 2007.: Borka Širola, Emmi Miljković, tr. Borna Vojinović

## Poznate igračice
Na EP 2010. kad su hrvatske vaterpolistice nastupile prvi put u povijesti, Primorje je dalo ove igračice: Maju Kalauz, Emmi Miljković i Majdu Zekan.